# Associazione Calcio Ponte San Pietro
L'Associazione Calcio Ponte San Pietro è una società calcistica italiana con sede nel comune di Ponte San Pietro, in provincia di Bergamo.
Fondata nel 1910, milita nel campionato italiano di calcio di Eccellenza.

## Storia

### La fondazione e i primi anni
La società fu fondata nel 1910 su iniziativa di alcuni studenti sanpietrini e di un gruppo di giovani operai svizzeri impiegati alla ditta Legler di Ponte San Pietro, la quale aveva lasciato il territorio elvetico e si era trasferita da poco in Italia. Essa prese il nome di Società Sportiva Vita Nova; il primo presidente fu Matteo Legler, già proprietario della summenzionata ditta, che successivamente fece costruire e donò al comune di Ponte San Pietro lo stadio atto ad ospitare le partite casalinghe della squadra (che successivamente gli fu intitolato).

### Dagli anni 1920 alla Serie C
Nei primi anni d'esistenza il club partecipa a tornei provinciali gestiti dall'U.L.I.C., frequentati esclusivamente da ragazzi che non hanno compiuto 21 anni. Non essendoci in palio né particolari trofei, né tantomeno promozioni, a fine campionato i vertici sociali offrivano una "bicchierata" a tutto il gruppo alla trattoria del paese. La Prima Categoria era destinata alle squadre più smaliziate, mentre in Seconda Categoria venivano inserite le squadre appena nate, ma tutte avevano gli stessi limiti di età: dai 14 anni compiuti ai 20 non compiuti all'inizio del campionato. Non esistevano promozioni tra la Seconda e la Prima Categoria, né tra la Prima Categoria U.L.I.C. e la Terza Divisione della F.I.G.C., perché il calcio giovanile era a sé stante e i ragazzi, dopo aver compiuto i 20 anni, dovevano partire per la leva militare obbligatoria.
La Vita Nova ebbe vita breve, dopo pochi anni dalla ricostituzione, fece in tempo a disputare due campionati provinciali, quindi scomparve. Stessa identica fine toccò al Gruppo Sportivo Fascista e ai Giovani Calciatori, tutti di Ponte San Pietro, così come Nino Filippini Fantoni scrisse sul primo numero di Bergamo Sportiva, pubblicato a Bergamo nel gennaio 1927 (in Biblioteca Maj in Città Alta a Bergamo). Questi (in seguito caporedattore sportivo del giornale fascista Voce, e poi dell'Eco di Bergamo) scrisse:
Ma venne la Pro-Ponte. Alla nuova alba seguì il più radioso dei mattini, e nell'azzurro cielo sorse il grande astro dorato i cui raggi infuocati diradarono le prime brume di una notte ormai definitivamente fugata".»
Il regime fascista portò la nuova società (come tante altre in Italia) sotto l'Opera Nazionale Dopolavoro, con la nuova denominazione di Società Sportiva Pro Ponte. Curati da Carlo Stumpf, i giovani ragazzi crebbero nei campionati giovanili del Comitato U.L.I.C. di Bergamo, e dopo la maggiore età la società, ormai pronta, si iscrisse ai Campionati Regionali Lombardi. Proprio perché poteva attingere sempre ad un cospicuo numero di giovani, superò indenne lo scoglio delle chiamate alle armi di chi dovette partire per l'Africa Orientale e la squadra giocò anche negli anni in cui molte altre dovettero chiudere i battenti.
Nel 1939 la Pro Ponte vince il campionato di Seconda Categoria, e in seguito viene promossa per la prima volta nel campionato di Serie C, in cui giocherà anche la stagione successiva. Negli anni della Serie C prenderà parte ad altrettante edizioni della Coppa Italia, ma venendo sempre eliminata nel Primo Turno, rispettivamente per mano del Monza (2-0) e del Casalini Brescia (3-2).

### La Serie B
Dopo la Seconda guerra mondiale la società riacquista la vecchia denominazione di Vita Nova e la possibilità di giocare nella Serie C. Durante il campionato 1946-47 la squadra si dimostra forte e competitiva ma alla fine si ritrova solo al secondo posto, preceduta dalla Melegnanese di soli due punti e costretta a effettuare un'altra stagione in Serie C. Inaspettatamente però, la Melegnanese viene accusata di illecito sportivo e condannata all'ultimo posto in classifica con conseguente retrocessione. Per la Vita Nova è un fatto straordinario, poiché così ottiene il diritto di disputare le finali per l'accesso alla Serie B.
Le finali si conclusero il 10 agosto 1947, quando sul neutro di Seregno la Vita Nova pareggiò 0-0 con il Monza dopo aver precedentemente sconfitto il Mortara per 4-3 all'Arena di Milano.
La Vita Nova a questo punto fu promossa in Serie B per l'anno successivo (1947-48). Questo campionato non fu però radioso. La squadra infatti raggiunse il 15º posto, totalizzando 25 punti e venendo conseguentemente retrocessa in Serie C, anche per via della ristrutturazione dei campionati attuata in quella stagione.

### Gli anni 1950
Questo periodo vide la squadra bergamasca mutare la propria denominazione ufficiale in Unione Sportiva Ponte San Pietro, durante l'assemblea straordinaria del 25 luglio 1950.
In questo decennio la squadra inizia a dare i segni del lento declino che la attende; nel 1950 raggiunge il 6º posto in Serie C ma è dietro l'angolo un'altra ristrutturazione dei campionati, infatti due anni dopo il club termina quello che sarà il suo ultimo anno nella terza serie al 10º posto, e viene prontamente retrocesso nella neonata IV Serie, nella quale rimarrà fino al 1960 salvo una parentesi di due anni dal 1956 al 1957 in Promozione.
Nel 1960 la società si classifica all'ultimo posto e viene retrocessa in Prima Categoria, ponendo così fine al periodo di gloria che durava dagli anni trenta, d'ora in avanti per un lungo periodo la squadra militerà tra i dilettanti, e rivedrà la Serie D solo due volte.

### La seconda metà del XX secolo

#### Gli anni 1960
A partire dal 1961 inizia il lungo girovagare del Ponte nei vari campionati dilettantistici minori, sono rare infatti le sue apparizioni in Serie D.
La prima si manifesta nel 1963, quando partecipa senza successo agli spareggi per la promozione, la quale però è centrata dalla squadra cinque anni dopo, nel campionato 1968-69, in cui si classifica terz'ultima e viene subito retrocessa.
Fuori dal campionato l'unica nota positiva è datata 28 giugno 1970, quando a Forte dei Marmi il Ponte conquista la Coppa Italia Dilettanti battendo all'ultimo minuto dei tempi supplementari i cugini bergamaschi del Leffe per 1-0, con rete di Pelizzoli.

#### Gli anni 1980
Dopo tanti altri anni trascorsi nelle serie minori, nel 1983 il Ponte raggiunge la Serie D; finalmente sembra essere un anno buono per la società che a fine campionato si classifica quarta con 36 punti nel girone lombardo assieme a squadre come Caratese, Abbiategrasso, Seregno, Lecco, Saronno, Pro Sesto, e Leffe. I bergamaschi, così, possono iniziare a sperare per l'anno successivo a un primo posto con conseguente promozione in Serie C2.
L'anno seguente però accade l'inaspettato, la squadra viene trasferita dal girone lombardo, in cui era tra le più forti, a quello veneto-emiliano in compagnia di Chievo, San Lazzaro, Rovigo, Suzzara e Fiorenzuola, dove si classifica al penultimo posto con soli 20 punti, retrocedendo e ritornando a vagare nelle serie minori, sino a toccare la Promozione all'inizio degli anni novanta.

### Gli anni 1990 e la risalita
Dopo la retrocessione in Promozione il Ponte subisce un profondo miglioramento e in soli quattro anni ottiene due promozioni fino a ritrovare, nel 1995, la tanto agognata Serie D, grazie al gruppo base di giocatori che erano in Prima Categoria.
La permanenza in questa serie sarà di quattro anni, la più lunga in tempi recenti, riuscendo a raggiungere già al primo campionato un 4º posto nel 1995-96.
La fortuna che ha accompagnato la squadra però si esaurisce velocemente e anno dopo anno scende sempre di più in classifica fino al 1998-99, quando finisce all'ultimo posto e viene retrocessa in Eccellenza.

### Gli anni 2000
Dal 2000 al 2008 il Ponte San Pietro ha militato esclusivamente nei gironi dell'Eccellenza Lombardia, piazzandosi sempre a metà classifica.
A inizio 2007 per la squadra si apre uno spiraglio per una possibile promozione in Serie D; infatti, il 6 gennaio vince la Coppa Italia d'Eccellenza della Lombardia per 2-1 contro il Corsico. Ciò le consente di partecipare alle fasi nazionali della Coppa Italia Dilettanti, in cui è nel Girone A con la Novese e la Sestrese e, in caso di vittoria della coppa, verrebbe promossa in Serie D, potendo così alleggerire il suo impegno in campionato, così come accaduto nel 1970.
A fine marzo, comunque, il Ponte San Pietro viene eliminato dalla competizione assieme alla Novese, contro la quale nella prima partita aveva pareggiato 1-1. A passare ai quarti è dunque la Sestrese, che batte per 4-1 la squadra bergamasca.
Ad aprile 2007 il Ponte San Pietro ha concluso il campionato in 8ª posizione, con 48 punti in classifica, fallendo per un altro anno il tentativo di entrare nei play-off.

Logo in uso sotto la ragione sociale "Pontisola"

Durante l'estate del 2007 la società si fonde con il Football Club Isola di Terno d'Isola e Chignolo d'Isola, le due squadre uniscono così la loro struttura che prende il nome di Associazione Calcistica Ponte San Pietro-Isola, comunemente noto anche come Pontisola. Il presidente diviene Marziale Bonasio, al suo fianco il presidente onorario Livio Galbusera.
Al termine della stagione 2008-2009 la squadra ritorna in Serie D, conquistata dopo un campionato culminato con lo spareggio contro il Seregno, deciso da una rete di Paolo Zirafa, alla 27ª rete stagionale. Nella prima stagione di Serie D, dopo un avvio condito dall'esonero di Marco Bolis, l'allenatore che ha riportato i sanpietrini in Serie D), il Ponte San Pietro-Isola, guidato da Corrado Verdelli, raggiunge il terzo posto, per poi essere eliminata nelle semifinali dei play-off.
Per la stagione 2010-2011 la società sceglie per la panchina Fabrizio Cesana, e, salutato il capitano Paolo Zirafa, firma per l'attacco l'ex professionista Andrea Mussi. La squadra lotta per le posizioni alte della classifica e raggiunge le semifinali di Coppa Italia di Serie D con il Perugia. Stesso epilogo nella Serie D 2011-2012, dove la squadra arriva nuovamente seconda ed esce alla terza fase dei play-off contro i veneti del Legnago.
Il 4 agosto 2012 il Ponte San Pietro-Isola, partecipante al primo turno della Coppa Italia, supera il Gubbio, squadra che giocava in casa e di tre categorie sopra il Ponte San Pietro-Isola: dopo essere passato in svantaggio per 3-1 nel primo tempo e aver subito un'altra rete nel secondo, la squadra riesce a rimontare tre gol fissando il risultato sul 4-4 alla fine dei novanta minuti. La vittoria viene centrata segnando il quinto gol nei tempi supplementari, che fissa il risultato finale sul 4-5. Il Ponte San Pietro-Isola verrà poi eliminato al turno successivo dal Varese. Un altro 2º posto arriva nella stagione 2012-2013, seguito nella stagione successiva da una qualificazione ai play-off. Arriva poi un 2º posto nella stagione 2012-13, seguito da una qualificazione ai play-off in quella successiva.
Il 7 settembre 2013 il Ponte San Pietro-Isola si guadagna l'opportunità di sfidare la nazionale azzurra grazie alla vittoria della Coppa Disciplina 2012-13, venendo però battuta da l'Italia di Prandelli per 3-0, in gol Diamanti e doppietta di Osvaldo (entrambi su rigore).
Nella stagione 2013/2014 il Ponte San Pietro-Isola raggiunge il prestigioso traguardo della finale di Coppa Italia di Serie D eliminando Montichiari (1-4), Piacenza (1-0), Pro Piacenza (1-0), Pordenone (2-0) e Gozzano in semifinale (2-0 andata, 0-0 ritorno). La finale si disputa a Firenze il 3 aprile 2014 contro il Pomigliano e vede il Ponte San Pietro-Isola due volte in vantaggio (1' autorete di Rea, 73' Salandra) e due volte raggiunto (21' Romano, 90' Panico su rigore): i calci di rigore premiano però la squadra campana, che vince 5-4 e conquista il trofeo.
Durante l'estate 2018 il Ponte San Pietro-Isola diventa il primo "Centro Formazione Atalanta" riconosciuto ufficialmente grazie alla sottoscrizione di un accordo di collaborazione tra i rispettivi settori giovanili.
Nella stagione 2018/2019 il Pontisola affronta il suo decimo campionato consecutivo in Serie D.
Durante l'estate del 2019 la società modifica la propria denominazione in Associazione Calcistica Ponte San Pietro, riportando così lo storico nome del Ponte San Pietro nel calcio dilettantistico italiano: la matricola di affiliazione alla Figc rimane quella storica del 1910, così come al vertice della società restano i presidenti Marziale Bonasio e Livio Galbusera.
Nell’estate ambo la stagione 2024/25 e 2025/26 la società si fonde insieme alla squadra del Mapello Calcio 1951, il quale paese della sede, Mapello, è limitrofo a quello di Ponte San Pietro. La squadra si chiamerà Ponte S.P. Mapello. Il Mapello, nella stagione 2024/25, riuscì a guadagnarsi la promozione della massima lega regionale: la Serie D. Nonostante ciò, l’unione delle due squadre giocherà nel campionato di Eccellenza. La promozione in Serie D è stata venduta alla Trevigliese.

## Palmarès

### Competizioni nazionali
- Coppa Italia Dilettanti: 1

1969-1970

### Competizioni interregionali
- Serie C: 1

1946-1947 (girone F)

### Competizioni regionali
- Eccellenza: 2

1994-1995 (girone B), 2008-2009 (girone B)
- Promozione: 4

1956-1957, 1967-1968 (titoli assoluti) 
 1982-1983 (girone B), 1992-1993 (girone D)
- Prima Categoria: 4

1962-1963 (girone B), 1975-1976 (girone B), 1978-1979 (girone D), 1988-1989 (girone C)
- Seconda Divisione: 1

1936-1937 (girone B)
- Coppa Italia Dilettanti Lombardia: 1

2006-2007

### Altri piazzamenti
- 1 promozione in Serie C:

1938-1939
- Serie D:

Secondo posto: 2011-2012 (girone B), 2012-2013 (girone B)
Terzo posto: 2009-2010 (girone B), 2010-2011 (girone B), 2017-2018 (girone B)
Quarta fase play-off: 2013-2014
- IV Serie:

Terzo posto: 1952-1953 (girone B)
- Eccellenza:

Secondo posto: 2007-2008 (girone B)
Terzo posto: 2001-2002 (girone B)
- Promozione:

Secondo posto: 1955-1956 (girone A), 1991-1992 (girone D)
- Prima Categoria:

Secondo posto: 1961-1962 (girone A), 1988-1989 (girone C)
Terzo posto: 1965-1966 (girone A)
- Coppa Italia Serie D:

Finalista: 2013-2014
Semifinalista: 2010-2011
- Coppa Italia Dilettanti:

Semifinalista: 1980-1981
- Coppa Ottorino Barassi:

Finalista: 1970

## Statistiche e record

### Partecipazione ai campionati
| Livello | Categoria                       | Partecipazioni | Debutto   | Ultima stagione | Totale |
| ------- | ------------------------------- | -------------- | --------- | --------------- | ------ |
| 2º      | Serie B                         | 1              | 1947-1948 | 1947-1948       | 1      |
| 3º      | Serie C                         | 7              | 1939-1940 | 1951-1952       | 8      |
| 3º      | Serie C Nord                    | 1              | 1945-1946 | 1945-1946       | 8      |
| 4º      | IV Serie                        | 3              | 1952-1953 | 1954-1955       | 17     |
| 4º      | Campionato Interregionale       | 2              | 1957-1958 | 1958-1959       | 17     |
| 4º      | Serie D                         | 12             | 1959-1960 | 2023-2024       | 17     |
| 5º      | Campionato Interregionale       | 2              | 1983-1984 | 1984-1985       | 11     |
| 5º      | Campionato Nazionale Dilettanti | 4              | 1995-1996 | 1998-1999       | 11     |
| 5º      | Serie D                         | 5              | 2009-2010 | 2013-2014       | 11     |